# Svenska flickskolan i Helsingfors
Svenska flickskolan i Helsingfors (Arken), var en svenskspråkig flickskola som verkade i Främre Tölö i Helsingfors år 1919–1968.

## Historik
Svenska flickskolan i Helsingfors låg först en kort tid på Bulevarden 18 och verkade sedan i stadsdelen Gloet på Fabiansgatan 20, Regeringsgatan 8 och Universitetsgatan 4 från år 1919 till år 1930. År 1930 fick skolan en egen byggnad på Arkadiagatan 24 i Tölö.
Skolbyggnaden som byggdes 1930 på Arkadiagatan 24 ritades av Hjalmar Åberg. Skolbyggnaden renoveras och ägs idag av Hemsö Fastighets Ab. Byggnaden fungerar som bland annat Vasa universitets lokal i Helsingfors.
År 1968 förenades flickskolan med Svenska lyceum i Helsingfors (Revan) till en samskola, Helsingfors svenska samlyceum. Den nya skolan fortsatte verksamheten i Arkens skolhus på Arkadiagatan 24. Helsingfors svenska samlyceum verkade till år 1977 då skolan i och med grundskolereformen delades upp i Tölö högstadieskola och Ottelinska gymnasiet.

## Rektorer
- 1920-1944 Aino Ottelin
- 1944-1957 Ebba Munsterhjelm